# Klaus Härö
Klaus Härö, född 31 mars 1971 i Borgå, Finland, är en finlandssvensk filmregissör. 
Härö har studerat vid Konstindustriella Högskolan i Helsingfors. Han fick 2003 Ingmar Bergman-priset för filmen Elina – som om jag inte fanns och 2004 tilldelades han finländska Statens konstpris. Fyra av Härös filmer har utsetts till Finlands bidrag till Oscarsgalans kategori för Bästa icke-engelskspråkiga film: Elina - som om jag inte fanns (2003), Den bästa av mödrar (2005), Post till pastor Jakob (2009) och Fäktaren (2015).

## Filmografi
- 1999 – Nattflykt (kortfilm)
- 2003 – Elina – som om jag inte fanns
- 2005 – Huvudrollen (kortfilm)
- 2005 – Den bästa av mödrar
- 2007 – Den nya människan
- 2009 – Post till pastor Jakob
- 2013 – Dagmamman
- 2015 – Fäktaren
- 2018 – One Last Deal
- 2020 – Livet efter döden
- 2022 – My Sailor, My Love
- 2024 – Aldrig ensam